# Organiste louis-d'or
Chlorophonia musica
Espèce
Statut de conservation UICN

 LC  : Préoccupation mineure
L'Organiste louis-d'or (Chlorophonia musica, anciennement Euphonia musica) est une espèce d'oiseaux de la famille des Fringillidae endémique de l'île d'Hispaniola.

## Taxonomie
Jusqu'à récemment il n'y avait que deux espèces d'organistes dans les Antilles : l'Organiste de Jamaïque (Euphonia jamaica) endémique de la Jamaïque et l'Organiste louis d'or (Euphonia musica) pour les autres îles.
Le 12 juillet 2021, l'Union internaionale des ornithologues a décidé de déplacer l'Organiste louis d'or, l'Organiste doré et l'Organiste à capuchon du genre Euphonia vers le genre Chlorophonia.
En 2023, l'Union internaionale des ornithologues a décidé de séparer l'Organiste louis d'or en 3 espèces distinctes. Jusqu'à cette séparation, l'Organiste louis d'or désignait tous les organistes présents aux Petites Antilles, à Porto Rico et sur l'île d'Hispaniola. Aujourd'hui le taxon ne désigne que les individus vivant sur l'île d'Hispaniola. Les individus vivant à Porto Rico forment l'Organiste de Porto Rico (Chlorophonia sclateri) et ceux vivant dans les Petites Antilles forment l'Organiste des Petites Antilles (Chlorophonia flavifrons).

## Habitat
L'Organiste louis d'or vit dans les foret humides depuis les basses altitudes jusqu'à au moins 2300m d'altitude. Peu commun dans les forêts de conifères et même rare dans les forêts sèches ou broussailleuses à moins de 600m d'altitude. Sur l'île de Gonâve il peut se trouver au niveau de la mer.

## Identification
Le mâle ressemble au mâle de l'Organiste de Porto Rico. Il a une calotte et une nuque bleu clair, un front jaune-orangé. Son dos, ses ailes, sa gorge et ses joues sont noirs à reflets violet. Sa poitrine, son ventre et son croupion sont jaunes-orangés.
La femelle ressemble à l'Organiste des Petites Antilles et à la femelle de l'Organiste de Porto Rico. Elle a une calotte et une nuque d'un bleu plus clair que chez le mâle. Le front est plus jaune que chez le mâle. Le dos et les ailes sont verts. La gorge, la poitrine et le ventre sont jaunes-verts.
Les deux sexes ont le bec et les pattes noirs.